# NGC 5729
NGC 5729 este o galaxie spirală situată în constelația Balanța. A fost descoperită în 4 februarie 1786 de către William Herschel. Se află la o distanță de 19,68 megaparseci de Pământ.